# 吉爾摩 (密蘇里州)
吉爾摩（英語：Gilmore）是位於美國密蘇里州聖查爾斯縣的非建制地區。

## 歷史
吉爾摩的郵局於1884年設立，其後於1959年停運。

## 地理
吉爾摩所處的海拔為高於海平面176米（即577英呎），而該地所採用的時區為UTC-6，即北美中部時區（CST）。同時該地設有夏令時間，為UTC-6調快一小時，即UTC-5（CDT）。